# Château de Vinsas
Le château de Vinsas est un domaine viticole situé à Bourg-Saint-Andéol en Ardèche.

## Historique
Le château de Vinsas est une gentilhommière, propriété agricole et vinicole héritée par les femmes[pas clair]. Le domaine et le château ont été agrandis par Pellier de Vinsas, ayant fait plantation à La Dominique. Il rentra précipitamment en France[Quand ?] afin de revendiquer sa propriété sur le domaine qui était contesté par des cousins de sa femme.
La propriété vient de l'héritage de sa femme, Eudoxie de Lespinasse. 
La gentilhommière sera alors agrandie avant la Révolution et la tour bâtie dans les années 1770-1780. 
Le château actuel est construit sur les fondations et les caves d'un ancien couvent d'Ursuline.

## Le château
Gentilhommière, bâtiment rectangulaire à trois étages flanqué d'une tour rectangulaire.